# AGM-84 Harpoon

Tir d'un missile AGM-84 Harpoon à partir d'un destroyer de la classe Spruance.

Le Harpoon est un missile antinavire transhorizon longue portée (Beyond Visual Range - BVR : « Au-delà de la portée visuelle ») tout-temps, développé à l'origine par la société américaine McDonnell Douglas à partir de 1970.

## Historique
Son premier tir a lieu le 20 décembre 1972 et il rentre en service en 1977. Le 17 décembre 1986, McDonnell Douglas livre le 4 000 Harpoon à l'U.S. Navy. En 1986, sur les 335 Harpoons livrés à l’US Navy, 184 sont lancées par avion, 125 par navire de surface, et 26 par sous-marin.
Son développement et sa production ont été repris par Boeing Integrated Defense Systems. En 2004, Boeing a livré le 7 000e Harpoon depuis l'entrée en service du missile. Cette arme a également été développée dans une version de missile de croisière d'attaque contre des cibles terrestres, le Standoff Land Attack Missile (en) (missile d'attaque au sol à distance de sécurité).
En mai 2020, on annonce que la production du Harpoon est assurée jusqu'à la fin 2026.

## Vecteurs
Le Harpoon utilise un guidage radar actif et navigue aux ras des flots pour améliorer sa survivabilité et son efficacité. Les plates-formes capables d'utiliser cette arme comprennent :
- Avions (Air Guided Missile AGM-84, pas d'accélérateur à poudre) ;
- Navire de surface (Roof Guided Missile RGM-84, comprenant un accélérateur à poudre qui se détache lorsque la vitesse est suffisante pour enclencher le turboréacteur) ;
- Sous-marins (Undersea Guided Missile UGM-84, comprenant un accélérateur à poudre, et encapsulé dans un conteneur étanche pour un lancement immergé par tubes lance-torpille) en tant que missile à changement de milieu, opérationnel à partir de 1981 ;
- Batteries de défense côtière (RGM-84, voir ci-dessus)[6].

Les principaux concurrents du Harpoon sont l'Exocet français et le YingJi chinois.
Son successeur, le AGM-158C LRASM, entre en service à partir de fin 2018 pour la version air-surface et 2019 pour la version surface-surface.

## Harpoon Block I
Le missile Harpoon RGM-84A est entré en service en 1977 après qu'un missile antinavire Styx de construction soviétique a coulé le destroyer israélien Eilat en 1967. Initialement développé comme missile antinavire pour l'US Navy, la version RGM-84A lancée par avion entre en service en 1979 à bord des avions de patrouille maritime P-3 puis a été adaptée en 1983 au bombardier B-52G de l'US Air Force, qui peut en emporter entre 8 et 12. Le missile à changement de milieu UGM-84A lancé par sous-marin devient opérationnel en 1981.
Le Harpoon a également été adapté au F-16 Fighting Falcon, utilisé par les États-Unis et nombre de leurs alliés. La Royal Australian Air Force peut tirer cette arme depuis ses F-111C/G Aardvark, ses F/A-18C/D Hornet ou ses AP-3C Orion. La Royal Australian Navy a également déployé ce missile (version RGM-84) sur ses bâtiments de surface et (version UGM-84) sur ses sous-marins de classe Collins. La Force aérienne espagnole et la Marine chilienne sont également des utilisatrices de la version AGM-84D et peuvent l'utiliser depuis leurs F-16, P-3 (AGM-84) ou depuis des bâtiments de surface (RGM-84). La Royal Navy anglaise pour sa part, l'utilise sur ses bâtiments de surface (RGM-84), ses sous-marins (UGM-84) ou ses avions de patrouille maritime Nimrod MR2. La marine Sud Africaine les utilise sur ses sous-marins d'attaque de classe Héroïne

## Harpoon Block II
Produit par l'usine Boeing de Saint-Charles (Missouri), le Harpoon Block II offre une enveloppe d'engagement élargie et pouvant être tiré sur des cibles à terre, des contremesures améliorées ainsi qu'un guidage de nouvelle génération.
Les améliorations principales de la version Block II sont obtenues en adaptant la centrale inertielle du Joint Direct Attack Munition (JDAM, Munition d'attaque directe commune), ainsi que de nouveaux logiciels, ordinateurs, et systèmes de guidage, tirés de la version SLAM-ER, version améliorée du SLAM, elle-même dérivée du Harpoon.
La marine royale danoise a été le premier client à l'export pour le Harpoon block II. Elle a commandé 50 prêts-à-monter de mise à jour en 1997. Tous les systèmes ont été livrés en 2002.

## Caractéristiques générales
- Fonction : Missile anti-navire lancé depuis le sol, la mer, un sous-marin ou un avion.
- Constructeur : Boeing Integrated Defense Systems
- Motorisation : turboréacteur Teledyne J402 de 2,9 kN de poussée, accélérateur à poudre pour les versions de surface et sous-marine.
- Longueur :
  - Version air-mer : 3,8 m
  - Autres versions : 4,6 m
- Masses :
  - Version air-mer : 519 kg
  - Autres versions : 628 kg
- Diamètre : 34 cm
- Envergure : 91 cm
- Portée : au-delà de l'horizon
  - AGM-84D : 220 km (120 nm)
  - RGM/UGM-84D : 140 km (75 nm)
  - AGM-84E SLAM : 93 km (50 nm)
  - AGM-84F : 315 km (170 nm)
  - AGM-84H/K SLAM-ER : 280 km (150 nm)
- Vitesse : 850 km/h (460 kt)
- Guidage : Altimètre radar, guidage final par radar actif
- Charge militaire : ogive pénétrante de 221 kg à haute déflagration
- Coût unitaire : 720 000 $ US [Quand ?]
- Dates d'entrée en service :
  - RGM-84 A : 1977
  - AGM-84 A : 1979
  - UGM-84 A : 1981
  - AGM-84E SLAM : 1990
  - AGM-84H SLAM-ER : 1998
  - AGM-84K SLAM-ER ATA: 2002

## Utilisations

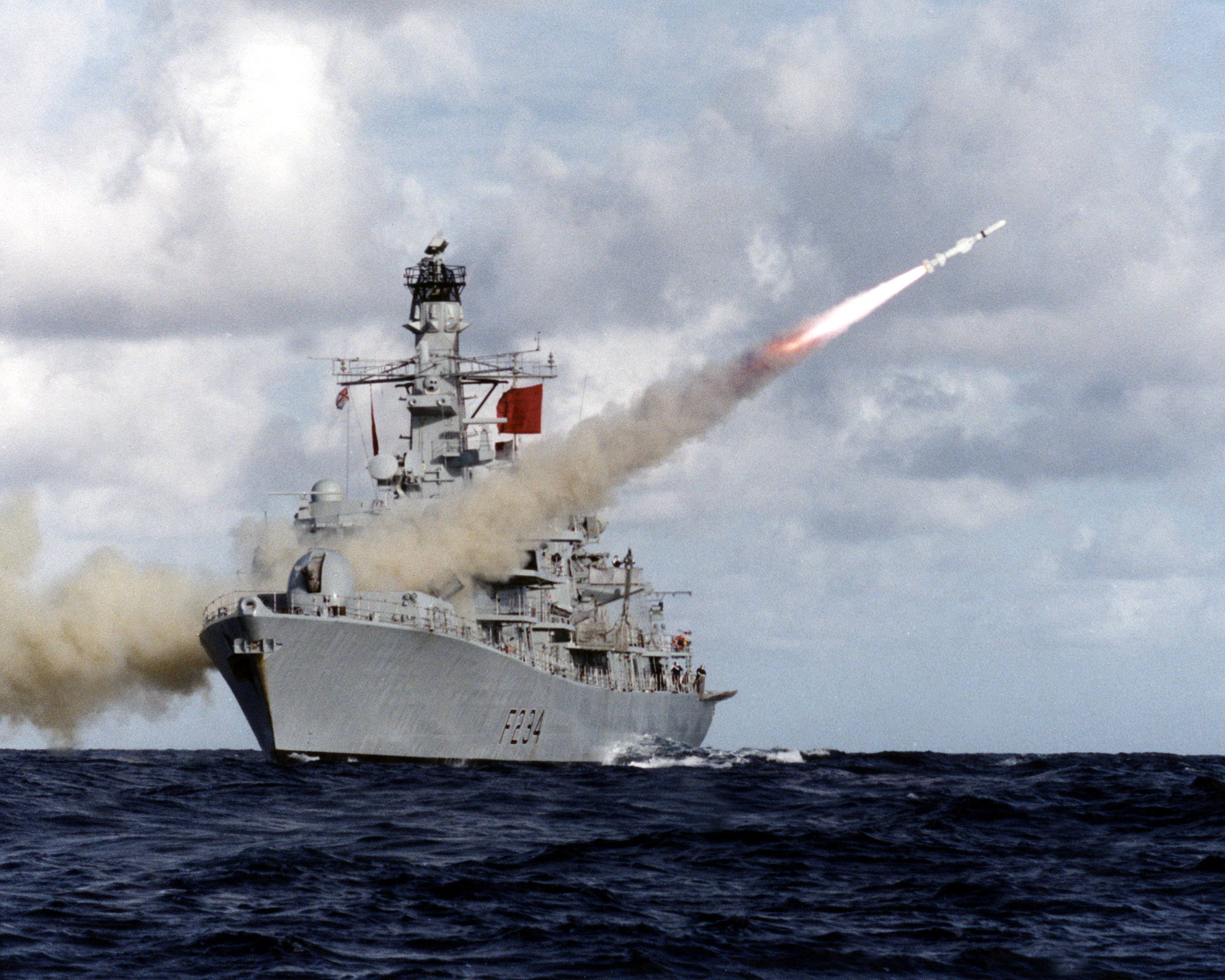
Frégate Type 23 tirant un missile Harpoon

Il a été utilisé au combat pour la première fois par l'Iran en 1980 lors de la guerre Iran-Irak, puis par l'US Navy contre des patrouilleurs de la marine libyenne en 1986 puis lors de la bataille des plates-formes pétrolières Sassan et Sirri en 1988 contre des navires iraniens.
Un missile d’exercice non armé a tué un marin d'un navire marchand indien qui se trouvait dans une zone d'exercices en décembre 1988.
La version AGM-84 SLAM(ER) est employée a trois exemplaires par les États-Unis durant l'invasion de l'Irak entre le 19 mars et le 18 avril 2003.
À la suite de l'invasion de l'Ukraine par la Russie, les forces ukrainiennes reçoivent des batteries côtières à partir de mai 2022. Le naufrage du remorqueur Spassatel Vassili Bekh est attribué à une attaque de ces missiles.

## Opérateurs militaires
Arabie saoudite
- Force aérienne royale saoudienne
- Marine royale saoudienne

 Australie
- Royal Australian Air Force
  - F/A-18 Hornet
  - F/A-18F Super Hornet
  - AP-3C Orion
- Royal Australian Navy
  - Frégates classe Adelaide
  - Frégates classe Anzac
  - Sous-marin classe Collins

 Belgique
- Marine belge
  - Frégates classe Karel Doorman

 Brésil
- Force aérienne brésilienne
  - P-3AM

 Canada
- Aviation royale canadienne
  - CF-18 Hornet
  - CP-140 Aurora
- Marine royale canadienne
  - Frégates classe Halifax

 Chili
- Marine chilienne
- Force aérienne chilienne

 Danemark
- Marine royale danoise : * quatre contrats étalés entre 1975 et 1988, 174 Harpoon block I pour les navires, nombre inconnu de RGM-84L-4 pour les batteries côtières[11]
  - Batteries côtières
  - Frégates classe Absalon
  - Frégates classe Ivar Huitfeldt

 Égypte
- Armée de l'air égyptienne
- Marine égyptienne

 Allemagne
- Deutsche Marine
  - Frégates classe Sachsen (F124)
  - Frégates classe Bremen (F122)

 Finlande
- Marine finlandaise
  - Navires et batteries côtières dans les années 2020[12]

 Grèce
- Marine hellénique
  - Frégates classe Elli
  - Frégates classe Hydra
  - Sous-marin Type 209, classe Glafkos (1100) et classe Poseidon (1200)
  - Sous-marin classe Papanikolis Type 214

 Inde
- Indian Navy
  - Boeing P-8I Neptune
  - Sous-marin classe Shishumar (Type-209)[13]
- Indian Air Force
  - SEPECAT Jaguar

 Indonésie
- Marine indonésienne
  - Sous-marin classe Chang Bogo

 Iran
- Marine de la république islamique d'Iran (probablement retiré, remplacé par des AS-20 et C-802)

 Israel
- Force aérienne israélienne
- Marine israélienne

 Japon
- Force maritime d'autodéfense japonaise

 Corée du Sud
- Force aérienne de la république de Corée
  - F-15K
  - KF-16
- Marine de la république de Corée
  - Destroyer classe Sejong the Great
  - Destroyer classe Chungmugong Yi Sun-shin
  - Destroyer classe Gwanggaeto the Great
  - Sous-marin classe Son Won-Il
  - Sous-marin classe Chang Bogo

 Malaisie
- Royal Malaysian Air Force

 Mexique
- Marine mexicaine

 Morocco
- Marine royale marocaine[14]

 Pays-Bas
- Marine royale néerlandaise

 Pakistan
- Marine pakistanaise

 Pologne
- Marine Polonaise

 Portugal
- Marine portugaise

 Singapour
- Force aérienne de Singapour
- Marine de Singapour

 Espagne
- Armée de l'air espagnole
- Marine Espagnole, sur les frégates de la classe Santa María

 Taïwan
- Force aérienne de la république de Chine
- Marine de la république de Chine

 Thaïlande
- Marine royale thaïlandaise

 Turquie
- Armée de l'air turque
- Marine turque

 Émirats arabes unis
 Royaume-Uni
- Royal Navy (version Block 1C, entre en service en 1984, retrait annoncé en 2016 pour 2018[15] puis différé à 2023[16], et encore en service en 2024. En 2021, utilisé sur treize frégates classe Type 23, trois destroyers classe Type 45 et trois systèmes de lancement terrestres de référence[17].)
- Royal Air Force (retiré)

 États-Unis
- United States Air Force
- United States Navy
- United States Coast Guard (retiré)

 Ukraine
- Marine ukrainienne (au moins une batterie côtière donnée par le Danemark, deux autres par les États-Unis[18], missiles fournis par le Danemark, les États-Unis, le Royaume-Uni, l'Espagne [19] et les Pays-Bas lors de l'invasion de l'Ukraine par la Russie en 2022[20])